# 치타산탄젤로
치타산탄젤로(이탈리아어: Città Sant'Angelo)는 이탈리아 아브루초주 페스카라도에 위치한 코무네다.

## 역사
베스티네(Vestine) 동부 지역에 위치해있고, 대 플리니우스는 오늘날에 치타산탄젤로가 있던곳에 안젤루스(Angelus) 또는 안젤룸(Angulum)이라는 베스티니족의 도시중 하나라고 언급하였다.

## 출신 인물
- 마시모 오도, 월드컵 우승 멤버